# 林能勝
林 能勝（はやし よしかつ）は、戦国時代から江戸時代初期にかけての武将。徳島藩家老。川島城番。

## 生涯
天文3年（1534年）、尾張国上林村において誕生。先祖は源義仲（木曽義仲）で、子孫が上杉村に移り住み姓を林に改めたとされる。
初めは今倉左馬助に仕え、蜂屋伯耆守を破る武勲を立てた。その後は織田信長に仕えて松崎城に入り、武勲によって信長から仁王正清の刀を拝領した。
天正10年（1582年）に本能寺の変で織田信長が死去すると、蜂須賀正勝に仕えた。
天正12年（1584年）3月の岸和田城防衛においては蜂須賀正勝の子である蜂須賀家政の後見役となり、天正13年（1585年）の四国征伐では家政に従って四国に出陣。天正14年（1586年）に蜂須賀家政に阿波国が与えられると、能勝も蜂須賀家の家老として阿波九城のひとつである川島城番に任じられた。また、同年から始まる徳島城築城では武市信昴と共に奉行を務めた。
天正15年（1587年）の九州平定に従軍して根白塞を落とし、天正20年（1592年）から始まる文禄の役にも蜂須賀家政に従って朝鮮へ渡海した。能勝が城番を務めた川島城址には「朝鮮女の墓」が残されており、朝鮮出兵の際に来日することとなり当地に先進技術を伝えた女性のものと考えられている。
慶長元年（1596年）に隠居して「道感」と号したが、慶長19年（1614年）の大坂冬の陣に81歳の高齢で従軍。その戦功により黄金百両を拝領した。
元和2年（1616年）2月6日に死去。享年83。